# Телевизионный театр Крафта
«Телевизионный театр Крафта» (англ. Kraft Television Theatre; США, 1947—1958) — американский телесериал-антология. Дикторами на телешоу были Эд Герлихи (1947—1955) и Чарльз Старк (1955—1958). В апреле 1958 года сериал стал называться «Мистический театр Крафта» и просуществовал с таким названием до сентября 1958 года.

## Показы по телевидению
Телешоу шло на канале NBC по средам в 19:30 до декабря 1947 года. В январе 1948 года стало транслироваться по средам в 21:00. В начале октября 1953 года канал ABC создал телешоу с таким же названием, которое шло по четвергам в 21:30 до января 1955 года.

## Значение
- Телешоу было одним из первых. Оно стало примером для молодых писателей, таких как Род Серлинг, Пегги Чиевски, Реджинальд Роуз, Тэди Мозел. В 1956 году создатели телешоу предложили 50000$ за лучший сценарий следующих выпусков. Премию получил Уильям Нобл за сценарий под названием «Snapfinger Creek». Многие актёры начинали свою карьеру с «Телевизионного театра Крафта»: Джек Леммон, Арт Карни, Джоан Вудвард, Пол Ньюман, Мартин Милнер, Клорис Личман, Ли Ремик, Джеймс Дин, Грейс Келли, Энтони Перкинс, Род Стайгер и др.

## Факты
- В мае 1946 года в Америке было 225 телевизоров. На следующий год, после премьеры «Телевизионного театра Крафта» их число достигло 8960.[1]